# Rue Lallier
La rue Lallier est une voie du 9e arrondissement de Paris, en France.

## Situation et accès

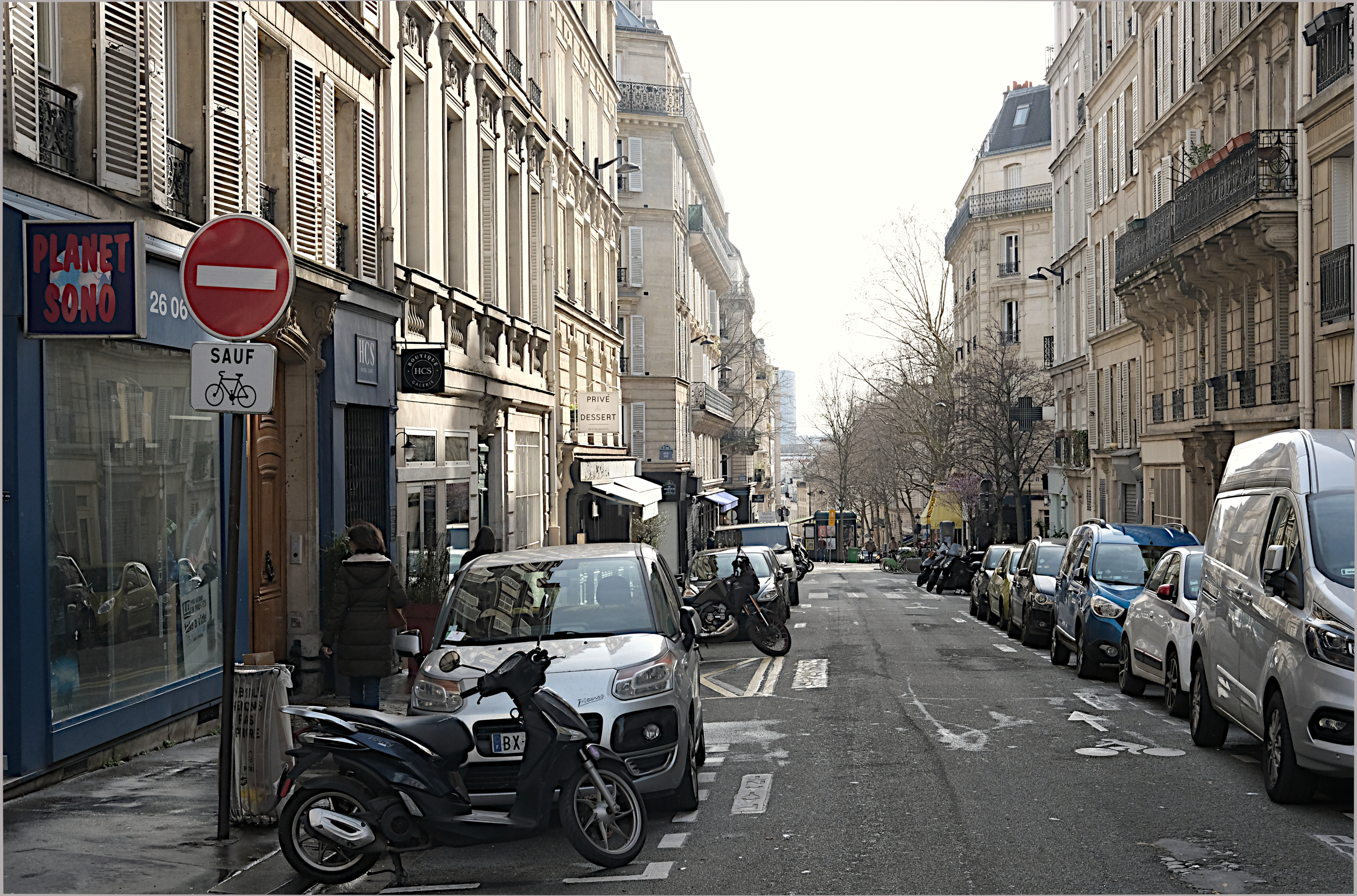
La rue Lallier vue depuis la rue Cretet en direction de l'avenue Trudaine.

La rue Lallier est une voie publique située dans le 9e arrondissement de Paris. Elle débute au 26, avenue Trudaine et se termine au 53, boulevard de Rochechouart.
Le quartier est desservi par les lignes 2 et 12 à la station Pigalle.

## Origine du nom
Elle porte le nom du prévôt des marchands de Paris, Michel de Lallier ou Michel de Laillier.

## Historique
Le plan de Verniquet de 1790 l'indique comme un chemin sans dénomination. Placée sur un des points culminants de la capitale, cette voie publique a reçu le nom de « rue Beauregard-des-Martyrs »afin de la différencier de la rue Beauregard-Poissonnière.
Une décision ministérielle du 21 mai 1821 fixe la largeur de la rue à 10 m. Une ordonnance royale du 23 août 1833 porte la largeur de la rue à 12 m et aligne la rue :
« Article 1 — Sont arrêtés ainsi qu'ils sont tracés sur les plans ci-annexés, conformément aux procès-verbaux des points de repère transcrits sur les dits plans, les alignements des voies publiques de Paris ci-après désignées, savoir : rues Beauregard-des-Martyrs, Bellefond, Bergère, Bleue, Bochard-de-Saron, de la Boule-Rouge, Buffault, Coquenard, Cretet, Montholon, Papillon, Pétrelle prolongée, Ribouté, Richer, Turgot, avenue Trudaine.
Article 2 — Il sera procédé conformément aux lois et règlements en vigueur, ou tout ce qui pourra concerner soit les réparations d’entretien, soit la démolition, pour cause de vétusté, des bâtiments qui excèdent les alignements ainsi arrêtés, soit les terrains à occuper par la voie publique ou par les particuliers, soit enfin les indemnités qui seront dues de part et d'autre pour la cession de ces terrains.
Article 3 — Notre ministre secrétaire d’État au département du Commerce et des Travaux publics est chargé de l'exécution de la présente ordonnance.
Donné au palais des Tuileries, le 23 août 1833.
Signé : Louis-Philippe Ier. »
La rue prend sa dénomination actuelle le 24 août 1864.
En 1858, elle est prolongée jusqu’au boulevard Rochechouart.

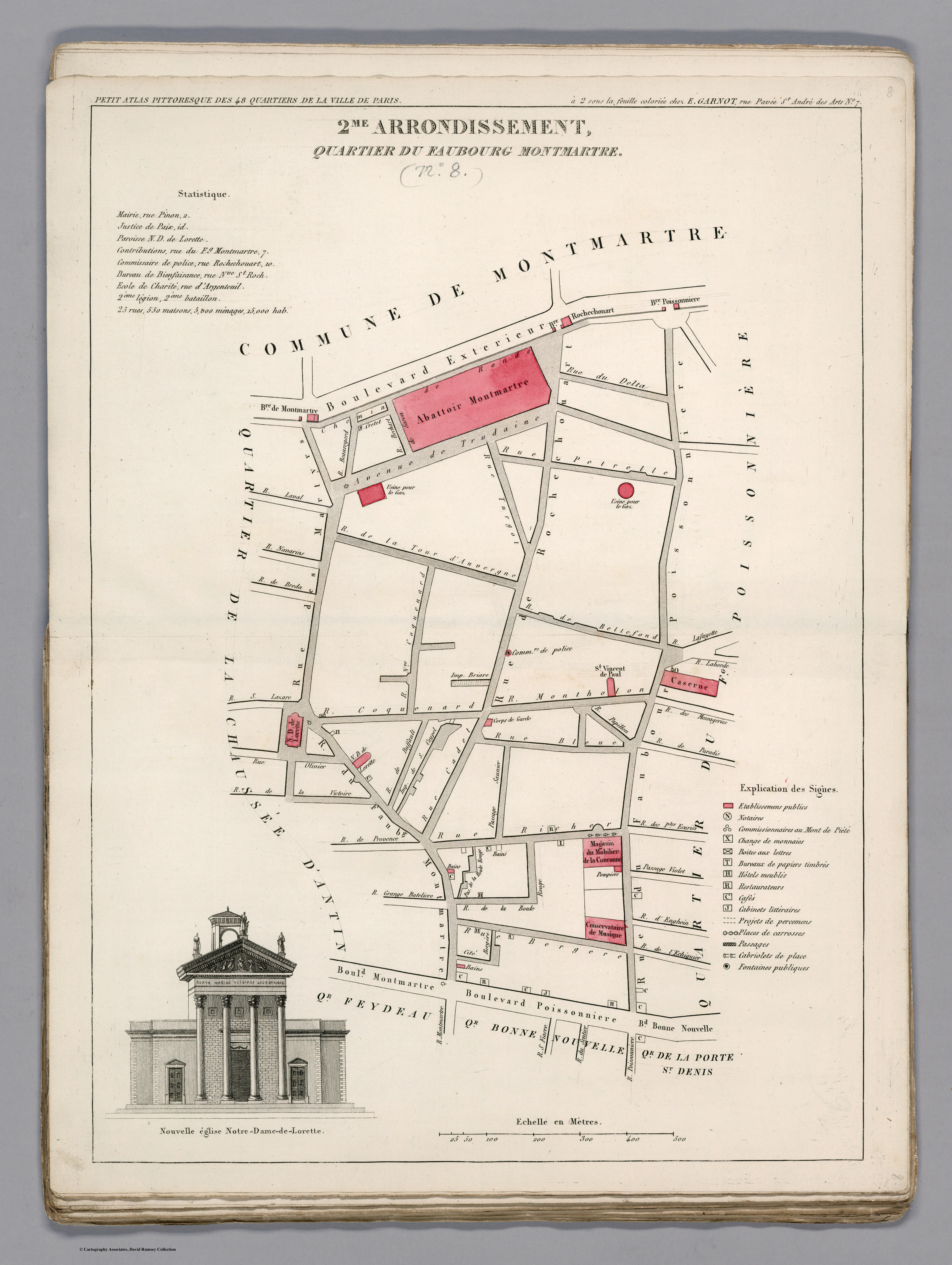
Plan du quartier du Faubourg Montmartre dans l'ancien 2e arrondissement en 1834.